# Ringina antarctica
Genre
Espèce
Synonymes
- Drapetisca antarctica Hickman, 1939
- Ringina crozetensis Tambs-Lyche, 1954

Ringina antarctica, unique représentant du genre Ringina, est une espèce d'araignées aranéomorphes de la famille des Linyphiidae.

## Distribution
Cette espèce est endémique de l'archipel des Crozet dans les Terres australes et antarctiques françaises.

## Publications originales
- Hickman, 1939 : Opiliones and Araneae. British, Australian and New Zealand Antarctic Research Expedition 1929-1931. Reports-Series B. Adelaide, vol. 4, no 5, p. 157-188.
- Tambs-Lyche, 1954 : Arachnoidea from South Georgia and the Crozet Islands with remarks on the subfamily Masoninae. Scientific Results of The Norwegian Antarctic Expeditions, vol. 35, p. 1-19.